# Galning
Galning är en sång skriven av Per Gessle. Den spelades in av honom 1985 och utgör öppningsspåret på hans andra soloalbum Scener. Den utkom också som singel samma år.
"Galning" låg på Svensktoppen fyra veckor mellan den 20 oktober och 10 november 1985. Första veckan låg den på plats fem, vilket blev dess främsta placering. Den låg också två på Tracks mellan den 14 och 21 september 1985, båda veckorna på plats 18.

## Låtlista
Alla låtar är skrivna av Per Gessle.
1. "Galning" – 4:39
2. "Kapten" – 4:55

## Medverkande
- Micke ”Syd” Andersson – trummor
- Göran Fritzson – synth
- Per Gessle – sång
- Anders Herrlin – bas, synth
- Mats Persson – gitarr, synth

## Listplaceringar
| Lista (1985) | Topplacering |
| ------------ | ------------ |
| Svensktoppen | 5            |
| Tracks       | 18           |